# Drosera derbyensis
Espèce
Classification phylogénétique
Drosera derbyensis est une espèce de plante carnivore du genre Drosera et de la famille des Droseraceae endémique en Australie-Occidentale.